# Fenyő László (költő)
Fenyő László, 1916-ig Friedmann László, (Budapest, Terézváros, 1902. november 9. – Rohonc, 1945. március 26.) költő, műfordító, kritikus, a Nyugat második nemzedékének jelentős költője és verskritikusa volt.

## Életpályája
Szülei Friedman Miksa vörösvári születésű kereskedősegéd és Hahn Lina (Lívia) voltak, izraelita vallású. Kereskedelmi iskolát végzett Budapesten, de – rövid időt leszámítva – nem vállalt állást, hanem csekély költői jövedelméből élt. A Nyugat állandó munkatársa volt, írásai ezenkívül a Válasz, Szép Szó, Tükör, Magyar Csillag, Pesti Napló, Népszava hasábjain jelentek meg. 1936–1940 között Babits Mihály ajánlására a Baumgarten-könyvtár őre lett. 1942-ben és 1944 májusában munkaszolgálatra rendelték, ahonnan október közepén eltávozásra hazaengedték, ám a Szálasi-puccsot követően nem tért vissza századához, hanem Szegi Pálnál keresett menedéket. 1944 végén azonban a Gestapo elfogta, megkínozta, majd visszautalta munkaszolgálatos egységéhez, amely hamarosan 701.303. szám alatt védett lett, mégis több századdal együtt Nyugat felé hajtották. Nem sokkal Kőszeg után egy SS különítmény géppuska-sortűzzel végzett vele és számos társával.
Felesége Acsádi (Ádler) Edit volt.

## Munkássága
Pályakezdését a Nyugat artisztikumával teljesen szakító magatartása kapcsolja nemzedékéhez. Az izmusok jegyében, anarchisztikus indulatokkal lázad. Első verskötetét, az Építés orgonáját (1922) a rendőrség erkölcsi okokra hivatkozva el is kobozza. Pesszimizmust és sajátos budapesti életérzést elegyítő hangjára Elveszett évek (1926) című kötetében talált rá. Egyénisége a harmincas évekkel uralomra jutó realista ízlés hatására szilárdul véglegessé. Nyíltabbá válik, helyét keresi a világban, s ezáltal lírájának tárgybirodalma szélesebb körre terjed. A lírájából általában hiányzó eszmei-erkölcsi állásfoglalást a nácizmussal szembefordulva utolsó két kötetében és posztumusz verseiben érleli ki. Fordított Bruno Brehm, Georg Fink, Richard Katz, Erich Kästner, Thomas Mann, Axel Munthe, Felix Salten műveiből.

## Művei
- Építés orgonája (1922)
- Elveszett évek (1926)
- Fojtott virágzás (1928)
- Szavak, sebek (1931)
- Elítélt (1934)
- Őszi kávéház (1936)
- Hűség (1939)
- Csokor (válogatott versek, 1942)
- Városliget (1943)

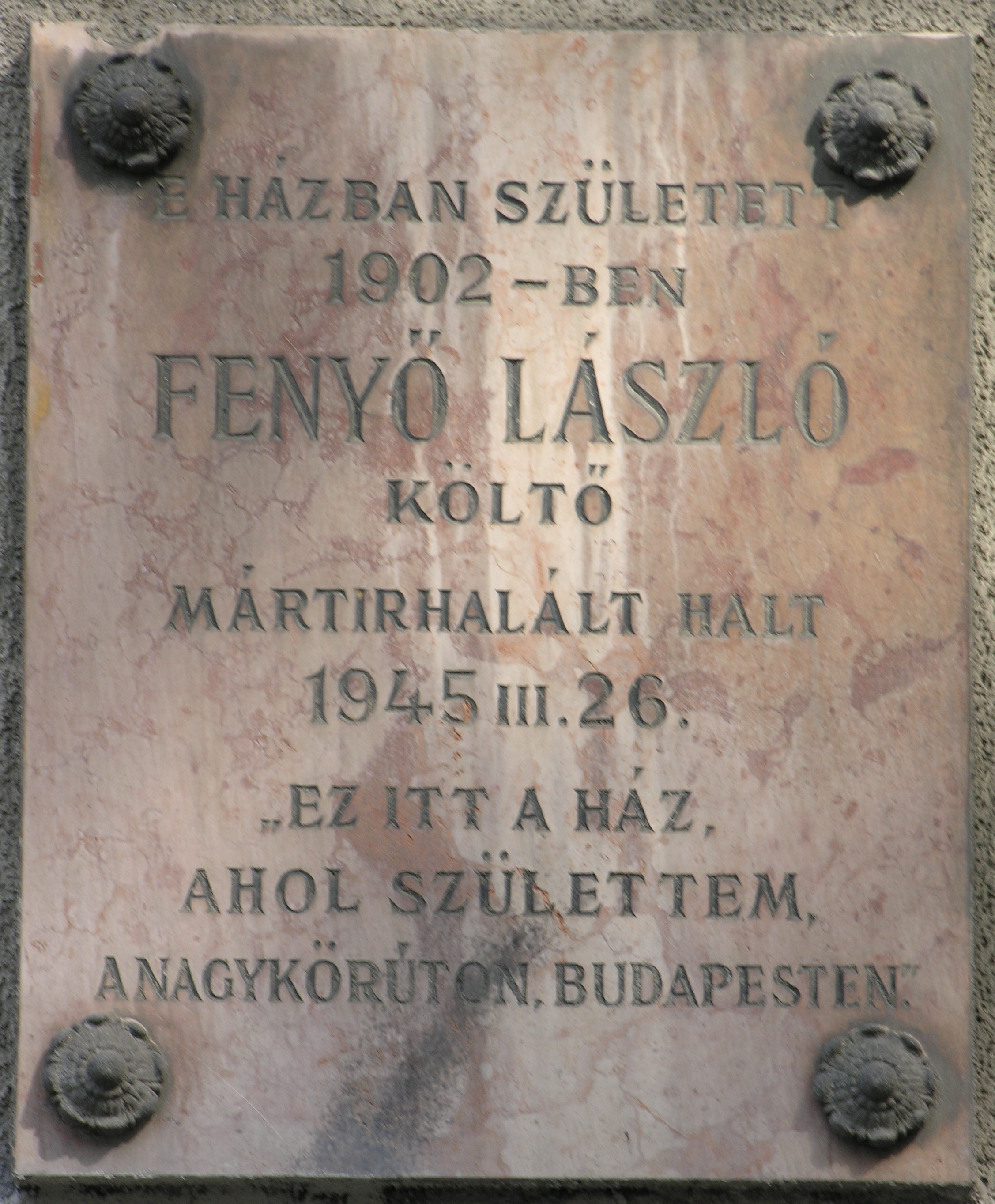
Fenyő László emléktáblája (Budapest, VI. kerület, Teréz körút 37.)

- Elítélt (válogatott versek Komlós Aladár bevezető tanulmányával, 1959)
- Emlékezés és üzenet (1972)